# Zentralstelle für jüdische Auswanderung in Prag
Die Zentralstelle für jüdische Auswanderung in Prag, auch als Zentralstelle für jüdische Auswanderung in Böhmen und Mähren bezeichnet, war eine auf Anordnung des Reichsprotektors in Böhmen und Mähren, Konstantin Freiherr von Neurath, Ende Juli 1939 durch Walter Stahlecker und Adolf Eichmann geschaffene SS-Dienststelle in Prag zur Zeit des Nationalsozialismus. Die Prager Zentralstelle wurde nach dem Vorbild der im August 1938 geschaffenen Zentralstelle für jüdische Auswanderung in Wien aufgebaut, war jedoch bedeutend kleiner als diese. Die Aufgaben der Zentralstelle umfassten zunächst die Beschleunigung der zwangsweisen Emigration von Juden aus dem vom Deutschen Reich besetzten „Protektorat Böhmen und Mähren“. Später war die Zentralstelle Exekutivorgan für alle jüdischen Angelegenheiten im Protektorat bis hin zu Deportationen in die Vernichtungslager. Sie bestand bis Anfang Mai 1945, seit dem 20. August 1942 als Zentralamt für die Regelung der Judenfrage in Böhmen und Mähren.

## Aufgaben

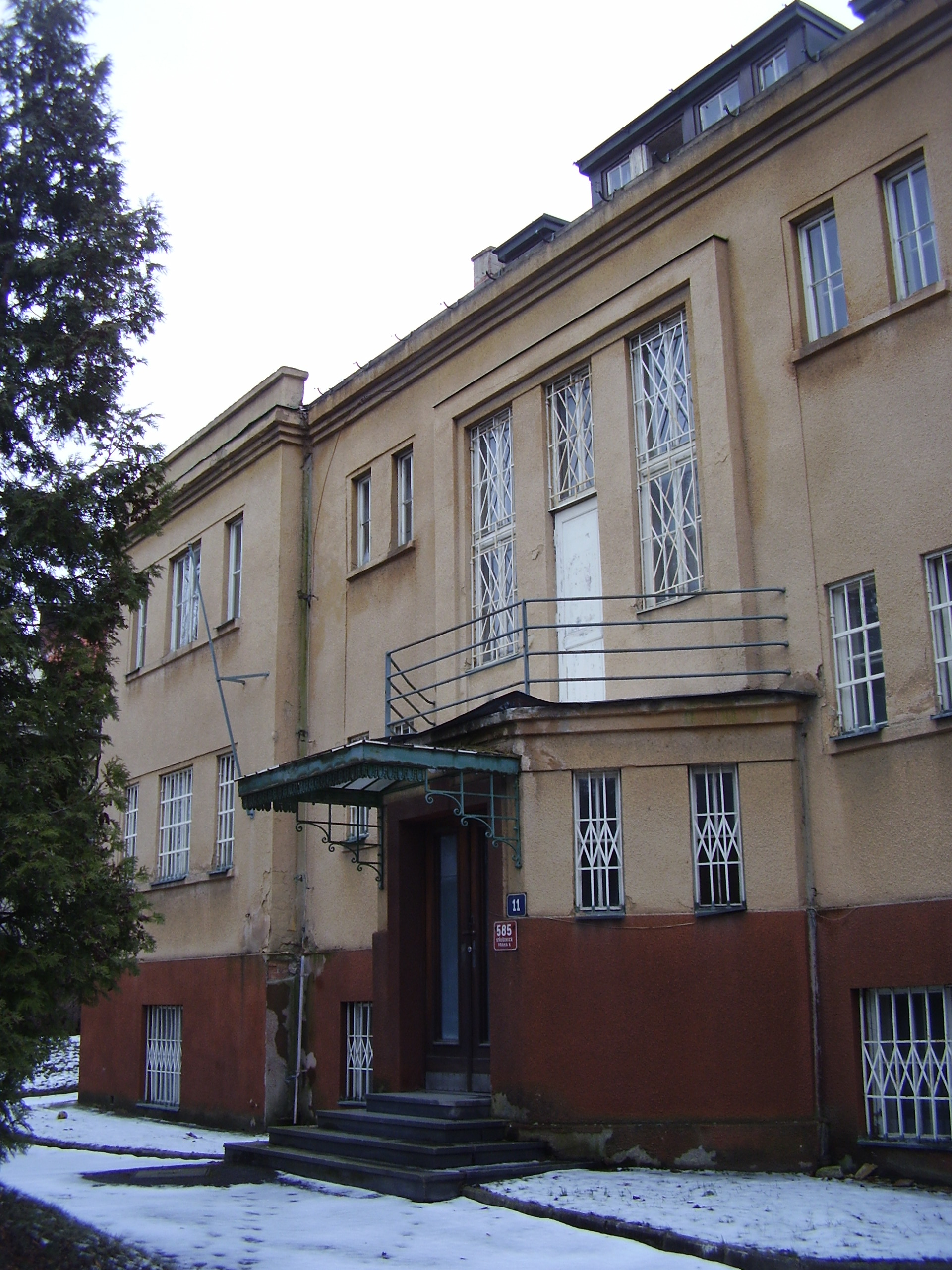
Die Villa, in der sich die ehemalige Zentralstelle für jüdische Auswanderung beziehungsweise das Zentralamt in Prag befand. Zuvor residierte in dem Gebäude die Gesandtschaft der Niederlande. Das Gebäude befindet sich in der Dělostřelecká 11, ehemals Schillstrasse 11, im Prager Stadtteil Střešovice.

Die Aufgabe der Zentralstelle bestand zunächst darin, die zwangsweise Emigration von Juden im besetzten Tschechien und dort befindlichen jüdischen Flüchtlingen zu beschleunigen. In der Zentralstelle wurden alle die Ausreise betreffenden Maßnahmen koordiniert, so Fragen der Staatsbürgerschaft, Vermögensabgaben, Devisenumtausch, Errichtung und Überwachung von Umschulungsstätten sowie Ausstellung und Sichtung aller notwendigen Dokumente. Bevor die „jüdischen Ausreisewilligen“ jedoch in der Zentralstelle abgefertigt wurden, erhielten sie durch die 90 Mitarbeiter umfassende Auswanderungsabteilung der Jüdischen Kultusgemeinde (JKG) in Prag Unterstützung bei der Zusammenstellung aller notwendigen Dokumente. Insgesamt 18 Dokumente mussten in deutscher Sprache und maschinengeschrieben für die erzwungene Ausreise beigebracht werden, darunter Steuererklärungen und ein Polizeiliches Führungszeugnis. Zudem war die JKG genötigt für jeden Ausreisenden eine Vermögensabgabe festzulegen, die bis zu 20 % des Gesamtvermögens betrug. Weiterhin musste auf jedes Einzelteil, welches der Emigrant mitnahm, eine so genannte Dego-Abgabe gezahlt werden. Es bestanden strenge Beschränkungen bei der Mitnahme von Edelmetallen. Radios, Musikinstrumente und weitere Wertgegenstände durften hingegen überhaupt nicht ausgeführt werden. Nach der Beendigung dieses bürokratischen Vorgangs wurde dem „Ausreisewilligen“ durch die JKG ein Durchlassschein mit Terminvergabe für die Zentralstelle ausgestellt.
Die JKG wurde, wie andernorts die Judenräte, durch die erzwungene Kooperation mit den nationalsozialistischen Besatzern zum zentralen Ansprechpartner der SS für „jüdische Angelegenheiten“. Leiter der JKG war Franz Weidmann, sein Stellvertreter wurde der Leiter der „Auswanderungsabteilung der Kultusgemeinde“ Jakob Edelstein. Die JKG war gezwungen, ein tägliches Auswandererkontingent zu erfüllen, die Anzahl lag anfangs bei 200 Personen, die sich kriegsbedingt allmählich auf 40 reduzierte. Wurden diese Quoten nicht erfüllt, musste insbesondere der Leiter der Auswanderungsabteilung, Edelstein, mit Repressalien rechnen. Diese Anordnungen wurden von der SS ausschließlich mündlich erteilt.
In der Zentralstelle wurden die Antragsteller schließlich zügig abgefertigt. Mitarbeiter der verschiedenen Abteilungen überprüften die Zahlung aller Gebühren sowie die Richtigkeit und Vollständigkeit aller notwendigen Dokumente. Zuletzt wurde noch die Auswanderungsabgabe festgelegt, die dem Auswanderungsfonds, welcher der Zentralstelle angegliedert war, zufloss. Die Emigranten, die durch ihre Abgaben die Zentralstelle und ihre Ausreise selbst finanzieren mussten, konnten erst nach dieser Prozedur auswandern. Diese bürokratische Prozedur war für den Antragsteller durch lange Wartezeiten und auch zum Teil erfolgte Misshandlungen äußerst erniedrigend. Vor der Ausreise mussten die Antragsteller jedoch auf Befehl der SS nach Prag umziehen. Bis zum Ausreiseverbot im Dezember 1941 konnten über 26.500 Juden und Jüdinnen noch aus dem Protektorat emigrieren.
Weitere Aufgaben der Zentralstelle umfassten in schneller Abfolge die Umsetzung von Verordnungen, die jüdische Bürger diskriminierten. Darunter fielen Maßnahmen wie Aufenthalts-, Berufs- und Kapitaltransferverbote, Einschränkungen bei Vereinsmitgliedschaften und Wohnsitznahme, die Pflicht zum Tragen eines Judensterns und weitere Schikanen. Des Weiteren wurde Anfang 1943 durch die SS ein Jüdisches Zentralmuseum in Prag geschaffen, in dem Ausstellungen über das Judentum organisiert wurden. Nach dem Auswanderungsverbot lag der Arbeitsschwerpunkt innerhalb der Zentralstelle auf der Vermögensverwertung, Ausgrenzung und schließlich der Deportation der jüdischen Opfer in die Ghettos und Vernichtungslager. Auch das Ende 1941 eingerichtete Ghetto Theresienstadt unterstand der Zentralstelle. Die Zentralstelle wurde schließlich das Exekutivorgan für alle die so genannte „Judenfrage“ betreffenden Angelegenheiten im Protektorat Böhmen und Mähren.
Im Herbst 1941 wurden 5000 Menschen durch fünf Transporte ins Ghetto Lodz und weitere 1000 Personen ins Ghetto Minsk verbracht. Im Juni 1942 erfolgte die Deportation weiterer 1000 Prager Jüdinnen und Juden in das KZ Majdanek. Zwischen November 1941 und März 1945 wurden etwa 74.000 Juden aus dem Protektorat Böhmen und Mähren in 122 Transporten in das Ghetto Theresienstadt deportiert und von dort größtenteils weiter in die Vernichtungslager. Insgesamt wurden etwa 78.000 tschechische Juden Opfer des Holocaust. Von den 1500 österreichischen Juden, die aus dem Protektorat deportiert wurden, überlebten nur 350.

## Struktur und Personal
Die Zentralstellen in Wien, Prag sowie die im April 1941 in Amsterdam entstandene Zentralstelle, waren Außenstellen der Reichszentrale für jüdische Auswanderung in Berlin. Formal unterstand die Zentralstelle in Prag dem Befehlshaber der Sicherheitspolizei und des SD in Prag; praktisch war sie jedoch wie auch die Reichszentrale und die ihr angegliederten Zentralstellen dem später im Reichssicherheitshauptamt eingerichteten Eichmannreferat unterstellt. Bis Mitte Februar 1940 war die Zentralstelle ausschließlich für Prag zuständig, danach für das gesamte Protektorat Böhmen und Mähren.
Diese Dienststelle wurde anfangs kurzzeitig von Eichmann und ab Herbst 1939 durchgehend von Hans Günther geleitet, dessen Stellvertreter zeitweise Karl Rahm war. Zum Aufbau dieser Dienststelle brachte Eichmann erfahrene Mitarbeiter aus der Wiener Zentralstelle mit, darunter auch Franz Stuschka und Franz Novak. Im März 1941 befanden sich in der Zentralstelle unter den 42 Mitarbeitern hauptsächlich SS-Angehörige, aber auch 8 Sekretärinnen und 3 Zivilangestellte. Das Hauptbüro leitete zeitweise Ernst Girzick. Weitere 14 Zivilangestellte waren im Auswanderungsfonds Böhmen und Mähren beschäftigt, welcher der Zentralstelle angeschlossen war. Dem von Karl Reisinger geleiteten Auswanderungsfonds war eine Verwaltungs- und Verwertungsstelle angegliedert, in der wiederum 240 Mitarbeiter, darunter 200 Tschechen, beschäftigt waren. Bis zu 2.000 von jüdischen Bürgern beschlagnahmte Liegenschaften wurden dort verwaltet. Ab dem Frühjahr 1941 entstand unter der Leitung von Anton Burger eine Außenstelle der Prager Zentralstelle in Brünn, der ebenfalls ein Auswanderungsfonds sowie eine Verwaltungs- und Verwertungsstelle angegliedert war. Von 1940 bis 1945 betrieb die Prager Zentralstelle ein Umerziehungslager in Linden.